# ILPAP
ILPAP, acronimo di Ilektrokinita Leoforeia Periohis Athinon–Peiraios (in greco Η.Λ.Π.Α.Π. Α.Ε., Ηλεκτροκίνητα Λεωφορεία Περιοχής Αθηνών Πειραιώς), è stato l'operatore che ha gestito, tra il 1970 ed il 2011, il trasporto pubblico filoviario fra Atene ed il suo porto, il Pireo.

## Storia
L'azienda ILPAP venne fondata il 14 dicembre 1970 con legge 768/70.
Nel 2011 la ILPAP è stata soppressa e fatta confluire nella nuova società di trasporto urbano OSY, che comprende i trasporti su gomma della capitale greca.